# گورستان حدگان بالا
قبرستان حدگان بالا در شهرستان خاش، بخش ایرندگان، دهستان ایرندگان، چسبیده به ضلع شمالی روستای حدگان بالا واقع شده و این اثر در تاریخ ۲ مرداد ۱۳۸۷ با شمارهٔ ثبت ۲۳۱۳۷ به‌عنوان یکی از آثار ملی ایران به ثبت رسیده است.